# Føroysk orðabók
Føroysk orðabók [ˈføːɹɪsk ˈoːɹabɔuk] (Färöisches Wörterbuch) ist ein einsprachiges Wörterbuch der färöischen Sprache, das 1998 unter der Leitung von Jóhan Hendrik Winther Poulsen erschien.
Es ist das erste einsprachige färöische Wörterbuch und enthält rund 65.700 Stichwörter mit 70.000 praktischen Beispielen auf fast 1500 Seiten. Damit ist das Färöische die letzte lebende nordgermanische Sprache, die durch ein muttersprachliches Wörterbuch vollständig erschlossen wurde. Die Arbeit hierfür dauerte mit allen Vorbereitungen etwa 40 Jahre. Mit Hinblick auf die von Poulsen maßgeblich betriebene färöische Sprachpolitik ist das Wörterbuch vom Vokabular her puristisch: Es vermeidet Fremdwörter, wenn diese nicht unzweifelhaft zum färöischen Wortschatz gehören.

## Aufbau
Das Wörterbuch erklärt die Bedeutungen, Sachgebiete und Stilebenen der Wörter. Zu jedem Substantiv, Adjektiv und Verb gibt es vollständige Angaben zur Beugung, die im Anhang mit Dutzenden Paradigmen dargestellt wird. Bei vielen Neologismen werden überdies die fremdsprachlichen Entsprechungen genannt (meist Internationalismen in dänischer Form oder Anglizismen).
Beispiel:
tjóðarframleiðsla kv1 (búsk) savnaður virðisvøkstur á øllum vørum og tænastum framleiddum eitt tíðarskeið í einum landi [da. nationalprodukt]
- tjóðarframleiðsla ist das Lemma
- kv1 steht für kvennkyn (femininum) der Deklination 1, die im Anhang erklärt wird
- (búsk) steht für búskapur (Ökonomie) und bezeichnet das Sachgebiet
- Der Text lautet übersetzt: „Gesammelter Wertzuwachs aller Waren und Dienstleistungen, der in einem Zeitraum in einem Land produziert wurde“
- [da. nationalprodukt] ist ein Hinweis auf das dänische Wort für „Sozialprodukt“ und deutet an, dass es dem Leser vielleicht geläufiger ist, als der sprachpolitisch gewünschte färöische Begriff. Das Wort tjóð bedeutet „Nation“, und framleiðsla „Produkt“ von framleiða „herstellen“.

Das färöische Wörterbuch erfasst 1.700 Pflanzen- und Tiernamen und nennt auch deren internationale wissenschaftliche Bezeichnung. Darunter befinden sich z. B. alle Namen der färöischen Vögel.
Beispiel:
tjaldur1 -urs tjøldur h15 (fugl.) svartur og hvítur vaðfuglur við longum reyðum nevi og fótum (tjóðfuglur føroyinga) (Haematopus ostralegus), tjaldrið kemur á grækarismessu; ~ hevur fult reiður á krossmessu; sms. t.d. fjøru- vetrar-
tjaldur2 -urs tjøldur h15 (kvæð.) tjald
- tjaldur1 ist das Lemma. Die hochgestellte 1 signalisiert ein weiteres Stichwort mit dem gleichen Namen, das direkt darunter aufgeführt ist.
- -urs tjøldur zeigen die unregelmäßigen Formen im Genitiv Singular und Nominativ Plural an. Damit erkennt der sprachkundige Benutzer die Deklination.
- h15 steht für hvørkiskyn (Neutrum) der 15. Deklination als Präzisierung[2]
- (fugl.) steht für fuglafrøði (Ornithologie)
- Der Text lautet übersetzt: „Schwarzer und weißer Watvogel mit langem roten Schnabel und Beinen (Nationalvogel der Färinger)“
- (Haematopus ostralegus) ist der wissenschaftliche Name des Austernfischers
- Die kursiven Beispiele erzählen mehr vom Vogel: „Die Austernfischer kommen zur Grækarismessa“ und „Der Austernfischer hat zur Krossmessa ein volles Nest“.
- sms. t.d. sind zwei Abkürzungen und bedeuten „vgl. z. B.“
- fjøru- vetrar- verweisen auf die Lemmata fjørutjaldur (Steinwälzer) und vetrartjaldur (Austernfischer, der auf den Färöern überwintert)
- Das zweite Lemma tjaldur2 verweist auf dieselbe Deklination, besagt mit dem Kürzl (kvæð.) aber, dass das Wort nur noch in den färöischen Balladen gebraucht wird; es folgt die Bedeutungsangabe tjald „Zelt“.

Während das Wörterbuch ausführlich Synonyme, alternative Schreibweisen und abgeleitete Unterbegriffe nennt, werden Ausspracheangaben nur zu Wörtern gegeben, deren Lautung von den färöischen Regeln abweicht.
Beispiel:
Føroyar [fœrjar] hvmf Føroyum hvsf Føroya kv flt6 eitt av Norðurlondum (oyggjaland í Norðuratlantshavi), í/úr Føroyum; til Føroya
- Das Lemma Føroyar ist der Landesname der Färöer
- [fœrjar] ist nach den färöischen Ausspracheregeln eine Abweichung, nach dem Schriftbild würde man *[føːrɔijar] erwarten.
- hvmf Føroyum beschreibt den Dativ (hvørjumfall)
- hvsf Føroya den Genitiv (hvørsfall)
- kv flt6 ist kvennkyn (Femininum) fleirtal (Plural) der 6. Deklination
- Der Text lautet übersetzt: „Eines der Nordischen Länder (Inselland im Nordatlantik)“
- Als Beispiele werden, wie bei allen Ortsnamen im Wörterbuch, die Ausdrücke für „in, aus“ und „nach, zu“ genannt.

Auf etymologische Hinweise wurde im färöischen Wörterbuch ganz verzichtet, die Wortherkunft entspricht in der Regel oft dem Altnordischen, Isländischen, Norwegischen oder Dänischen.
Es sind auch viele veraltete und historische Begriffe aufgeführt, wobei immer auf eine Referenz geachtet wurde. So bezieht man sich oft auf Jens Christian Svabo, V. U. Hammershaimb und Jakob Jakobsen sowie auf die färöischen Balladen.
270 Zeichnungen von Bárður Jákupsson illustrieren Dinge, die sich mit Worten alleine schwer beschreiben ließen, so zum Beispiel die Teile beim Färöboot. Insgesamt werden so 1000 Begriffe illustriert.
Der Anhang umfasst die färöischen Rechtschreibregeln und eine Liste der anerkannten färöischen Vornamen.

## Internetausgabe
Seit 2007 ist das Wörterbuch kostenlos im Internet zu finden. Es hat eine Suche nach Titelstichwörtern, wobei darauf geachtet werden muss, die färöischen Sonderzeichen á, ð, í, ó, ú, ý, æ und ø zu verwenden. Buchstaben am Anfang oder Ende können durch einen Stern * ausgelassen werden. Textlich ist die Internetausgabe mit der gedruckten Ausgabe weitgehend identisch, und es werden auch Links zu den Beugungstabellen gesetzt. Zu den gebeugten Formen gibt es allerdings keine Einträge, sodass immer nach der Grundform gesucht werden muss.
Lexikalische Grundformen sind:
- Bei Substantiven der unbestimmte Nominativ Singular (etwa fuglur (m.), kona (f.), hús (n.) „Vogel, Frau, Haus“)
- Bei Verben der Infinitiv, der mit dem Präsens Plural identisch ist (etwa lesa, fara, hava „lesen, gehen, haben“)
- Bei Adjektiven die stark gebeugte (unbestimmte) männliche Form im Nominativ Singular (etwa góður, ringur, stuttligur „gut, schlecht, lustig“)
- Bei Pronomen wird ebenfalls die männliche Form im Nominativ Singular als Stichwort verwendet (etwa eingin, nakar, hvør „kein, jemand, welcher“)

## Titel
- Jóhan Hendrik W. Poulsen u. a.: Føroysk orðabók. Føroya Fróðskaparfelag, Tórshavn 1998, ISBN 99918-41-52-0 (einbändige Ausgabe, 1483 Seiten), ISBN 99918-41-53-9 (gebundene Ausgabe in 2 Bänden), ISBN 99918-41-54-7 (CD-ROM)